# Hiệp Bình Phước
Hiệp Bình Phước là một phường thuộc thành phố Thủ Đức, Thành phố Hồ Chí Minh, Việt Nam.

## Địa lý
Phường Hiệp Bình Phước nằm ở phía tây thành phố Thủ Đức, có vị trí địa lý:
- Phía đông giáp phường Tam Bình và phường Tam Phú
- Phía tây giáp phường An Phú Đông, quận 12 và phường 13, quận Bình Thạnh với ranh giới là sông Sài Gòn
- Phía nam giáp phường Hiệp Bình Chánh
- Phía bắc giáp phường Vĩnh Phú, thành phố Thuận An, tỉnh Bình Dương và phường Bình Chiểu.

Phường có diện tích 7,65 km², dân số năm 2024 là 65.442 người,  mật độ dân số đạt 8.555 người/km².

## Hành chính
Phường Hiệp Bình Phước được chia thành 34 khu phố, đánh số lần lượt từ 1 đến 34.

## Lịch sử
Dưới thời nhà Nguyễn, địa bàn phường Hiệp Bình Phước hiện nay tương ứng với làng Bình Phước và một phần làng Bình Triệu thuộc tổng An Thổ, huyện Ngãi An, phủ Phước Long, tỉnh Biên Hòa.
Đến thời Pháp thuộc, chính quyền sáp nhập ba làng Bình Chánh, Bình Phước và Bình Triệu thành làng Hiệp Bình Xã thuộc quận Thủ Đức, tỉnh Gia Định.
Sau năm 1956, các làng gọi là xã, Hiệp Bình Xã là một xã thuộc quận Thủ Đức.
Sau năm 1975, xã Hiệp Bình Xã được đổi tên thành xã Hiệp Bình thuộc huyện Thủ Đức, Thành phố Hồ Chí Minh.
Ngày 14 tháng 2 năm 1987, Hội đồng Bộ trưởng ban hành Quyết định số 33-HĐBT. Theo đó, chia xã Hiệp Bình thành hai xã Hiệp Bình Chánh và Hiệp Bình Phước.
Sau khi thành lập, xã Hiệp Bình Phước có 749 ha diện tích tự nhiên và 8.441 người.
Ngày 6 tháng 1 năm 1997, Chính phủ ban hành Nghị định số 03-CP. Theo đó:
- Thành lập quận Thủ Đức trên cơ sở toàn bộ diện tích và dân số của thị trấn Thủ Đức và 7 xã: Hiệp Bình Chánh, Hiệp Bình Phước, Linh Đông, Linh Trung, Linh Xuân, Tam Bình, Tam Phú; một phần diện tích và dân số của các xã Hiệp Phú, Tân Phú và Phước Long thuộc huyện Thủ Đức cũ
- Thành lập phường Hiệp Bình Phước thuộc quận Thủ Đức trên cơ sở toàn bộ 766 ha diện tích tự nhiên và 12.354 người của xã Hiệp Bình Phước.

Ngày 9 tháng 12 năm 2020, Ủy ban thường vụ Quốc hội ban hành Nghị quyết 1111/NQ-UBTVQH14 về việc thành lập thành phố Thủ Đức trên cơ sở sáp nhập toàn bộ diện tích và dân số của Quận 2, Quận 9 và quận Thủ Đức, phường Hiệp Bình Phước thuộc thành phố Thủ Đức như hiện nay.
Về mặt khu phố, trước năm 2024, phường Hiệp Bình Phước được chia thành 6 khu phố: 1, 2, 3, 4, 5, 6.
Ngày 14 tháng 3 năm 2024, Hội đồng Nhân dân Thành phố Hồ Chí Minh ban hành Nghị quyết 11/NQ-HĐND, trong đó sắp xếp lại các đơn vị khu phố để thành lập 34 khu phố mới như ngày nay.